# نورددویچر لوید
نورددویچر لوید (انگلیسی: Norddeutscher Lloyd) شرکت کشتیرانی آلمانی است، که در سال ۱۸۵۷ تأسیس شد.